# Maurice Boudot-Lamotte
Maurice Boudot-Lamotte, né le 30 mai 1878 à La Fère et mort le 18 février 1958 à Paris, est un peintre et collectionneur d'art français.

## Biographie
Maurice Boudot-Lamotte est l'aîné des six enfants nés à La Fère du mariage de François Lucien Boudot-Lamotte (1851-1925) et Emma Marie Fernande Delbarre (1846-1914). Ses quatre frères cadets sont Joseph (1881-1961), libraire place Saint-Sulpice à Paris ; Henri (1882-1960), qui est le père d'Emmanuel Boudot-Lamotte (1908-1981), éditeur chez Gallimard et correspondant de Marguerite Yourcenar ; Jean, appelé aussi Jean-Baptiste (1885-1960), officier et maire de La Fère de 1947 à 1959, et Lucien (1889-1892). Il a également une sœur cadette, Marie (1880-1924).
Il est en 1896 à Saint-Quentin l'élève de Philibert Léon Couturier dans l'atelier de celui-ci situé quai Gayant, ensuite à Paris de Jules Lefebvre, puis de Gustave Moreau. Il reçoit les conseils d'Eugène Carrière puis perfectionne son dessin dans l'atelier du sculpteur Emmanuel Frémiet. De sa consultation des mémoires de jeunesse de l'artiste (Souvenirs, 1897-1902, non publiés), Claudine Grammont retient sa rencontre avec Henri Matisse qui s'est faite à l'Académie Camillo, située dans la cour du théâtre du Vieux-Colombier et fréquentée par leur maître commun Gustave Moreau : Matisse, estimant que Boudot-Lamotte (né à La Fère) et lui (né au Cateau-Cambrésis) sont de proximité dans leur origine (ils ont de surcroît en commun d'avoir vécu à Saint-Quentin), le surnomme alors « Pays ». Maurice Boudot-Lamotte évoque également dans ses souvenirs le peintre Pierre Laprade, élève d'Eugène Carrière, à qui Matisse recommande alors de « perdre ses qualités. Il avait raison, commente Boudot-Lamotte, il faut avoir le courage de gâcher son étude pour faire mieux ».

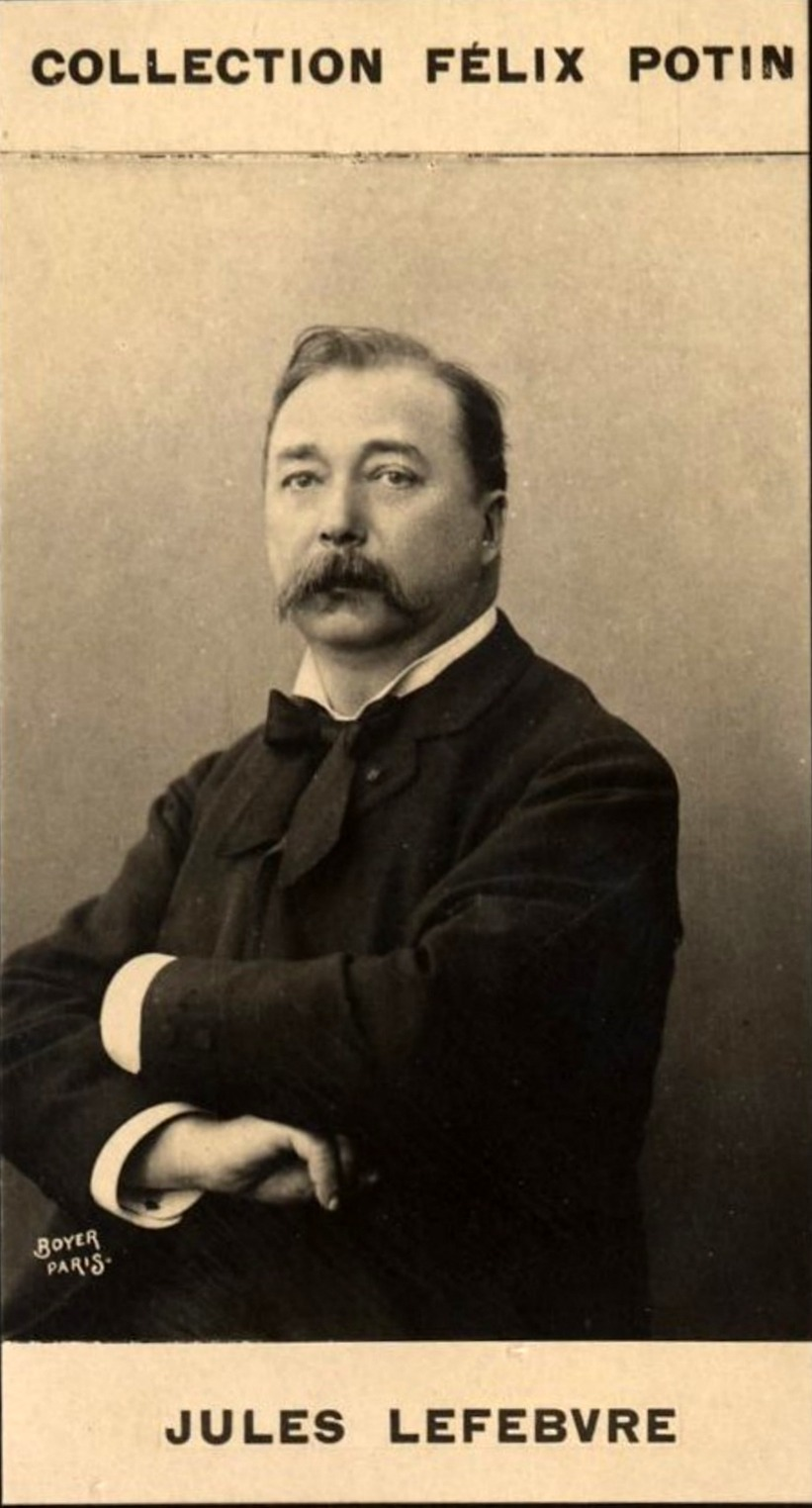
Jules Lefebvre
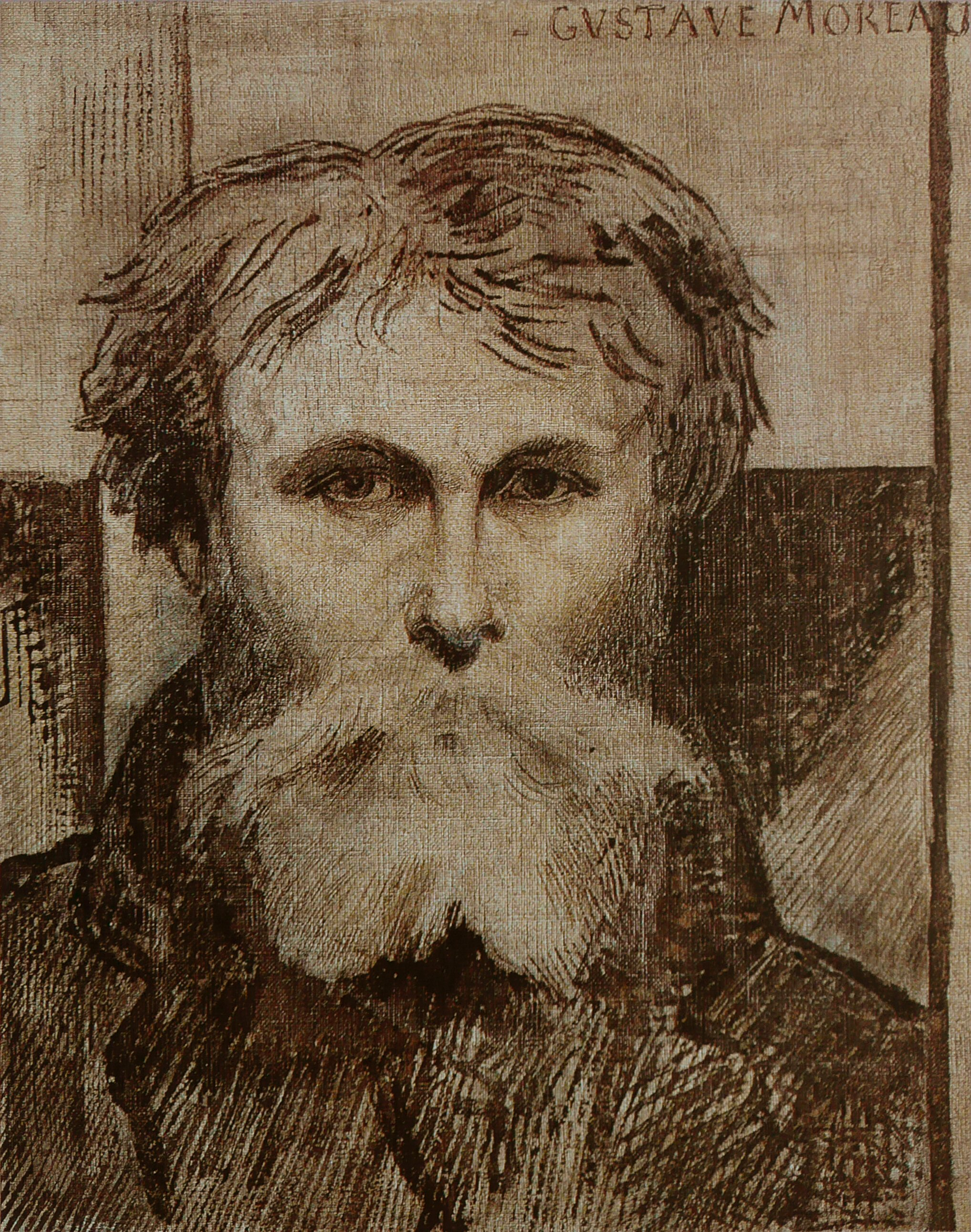
Gustave Moreau, autoportrait
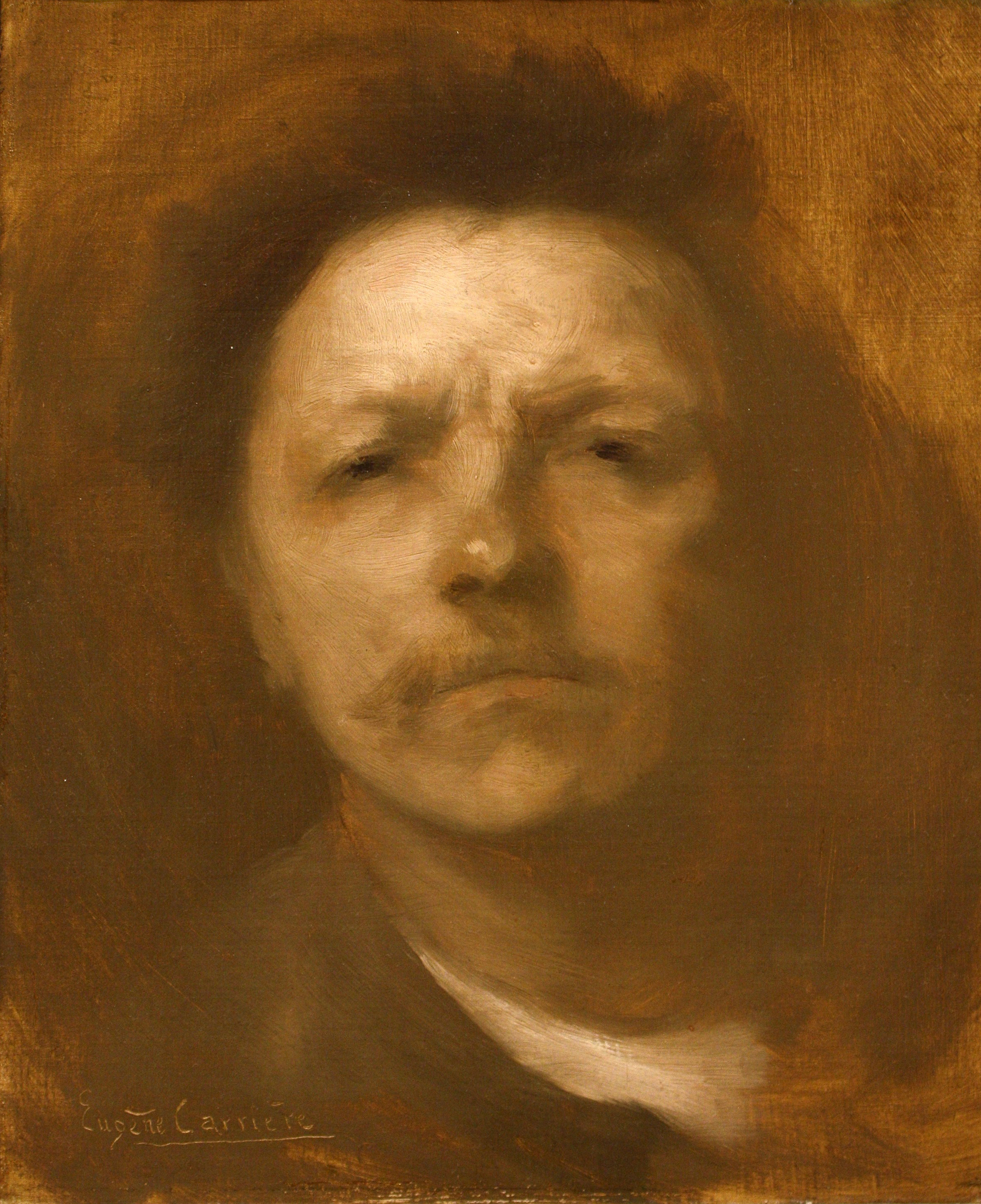
Eugène Carrière, autoportrait
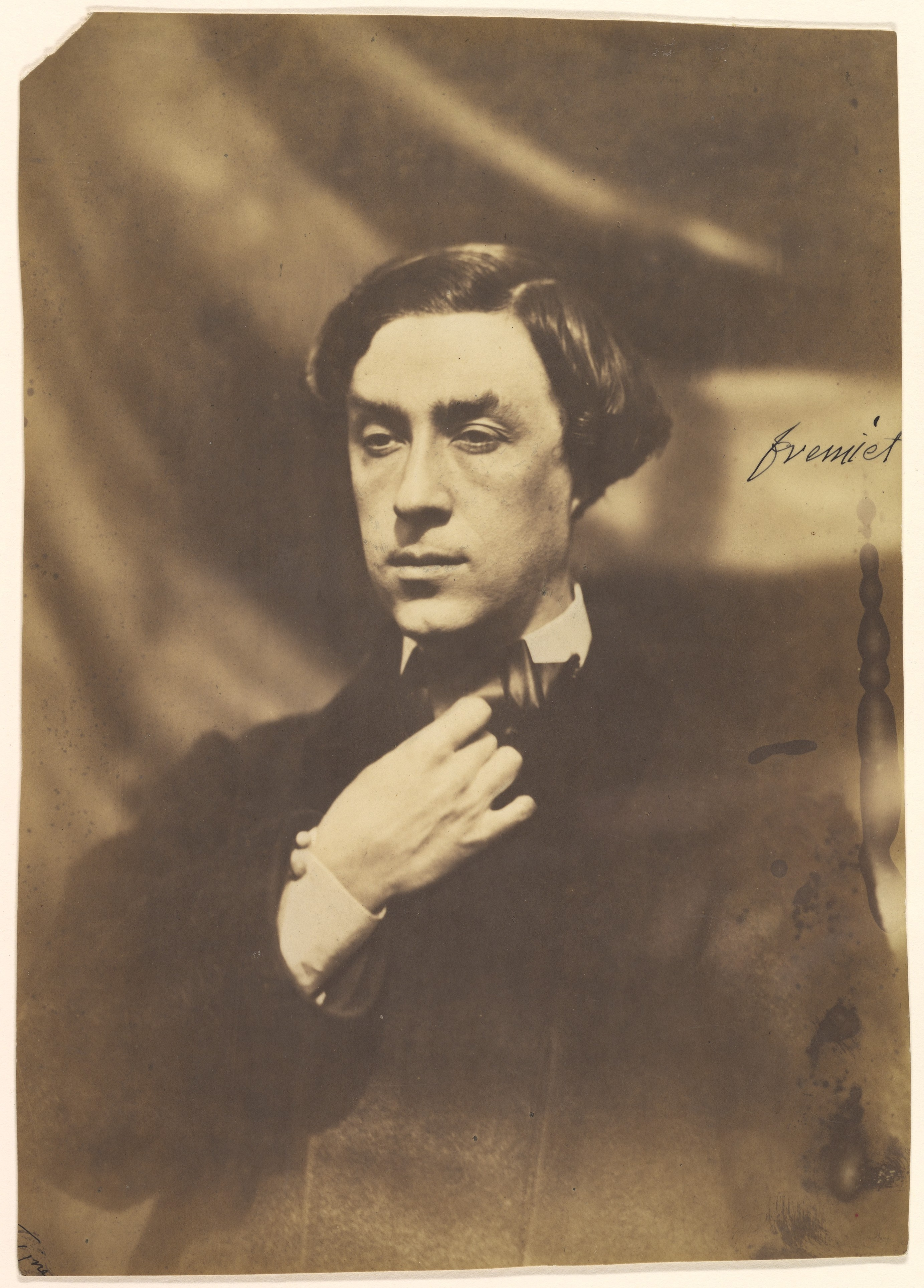
Emmanuel Frémiet
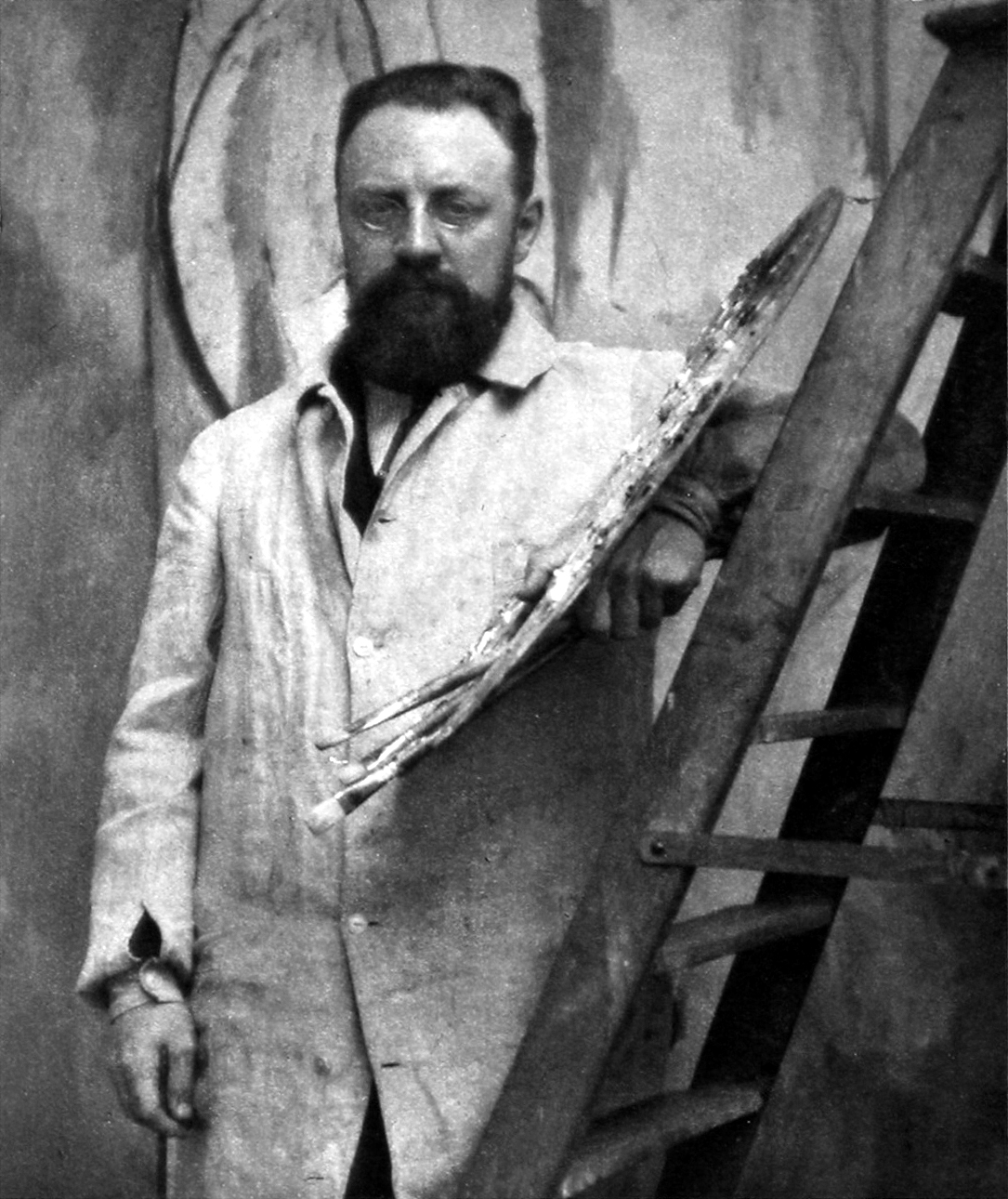
Henri Matisse

Maurice Boudot-Lamotte épouse à Sèvres le 12 mai 1902 Thérèse Fourdrignier (1878-1977), native de Suippes. Ils s'installeront au 56, rue de Dammartin à Mantes-la-Jolie puis à Paris et auront huit enfants : Emmanuel (1903-1903), Cécile (1904-1968), Noëlle (1905-1990), Jean et Joseph (1906-1906), Marie-Josèphe (1908-1976), Marthe (1911-2004) et Françoise (1924-2005).
Perçu comme un suiveur de la tradition de Camille Corot, il participe aux principaux salons parisiens à partir de 1901, devenant sociétaire du Salon d'automne en 1909. En 1926, il envoie à la rétrospective du Salon des indépendants les toiles Le quartier (ciel bleu), Étude dans un miroir, Religieuse de la Croix de Chauny et La Récureuse.

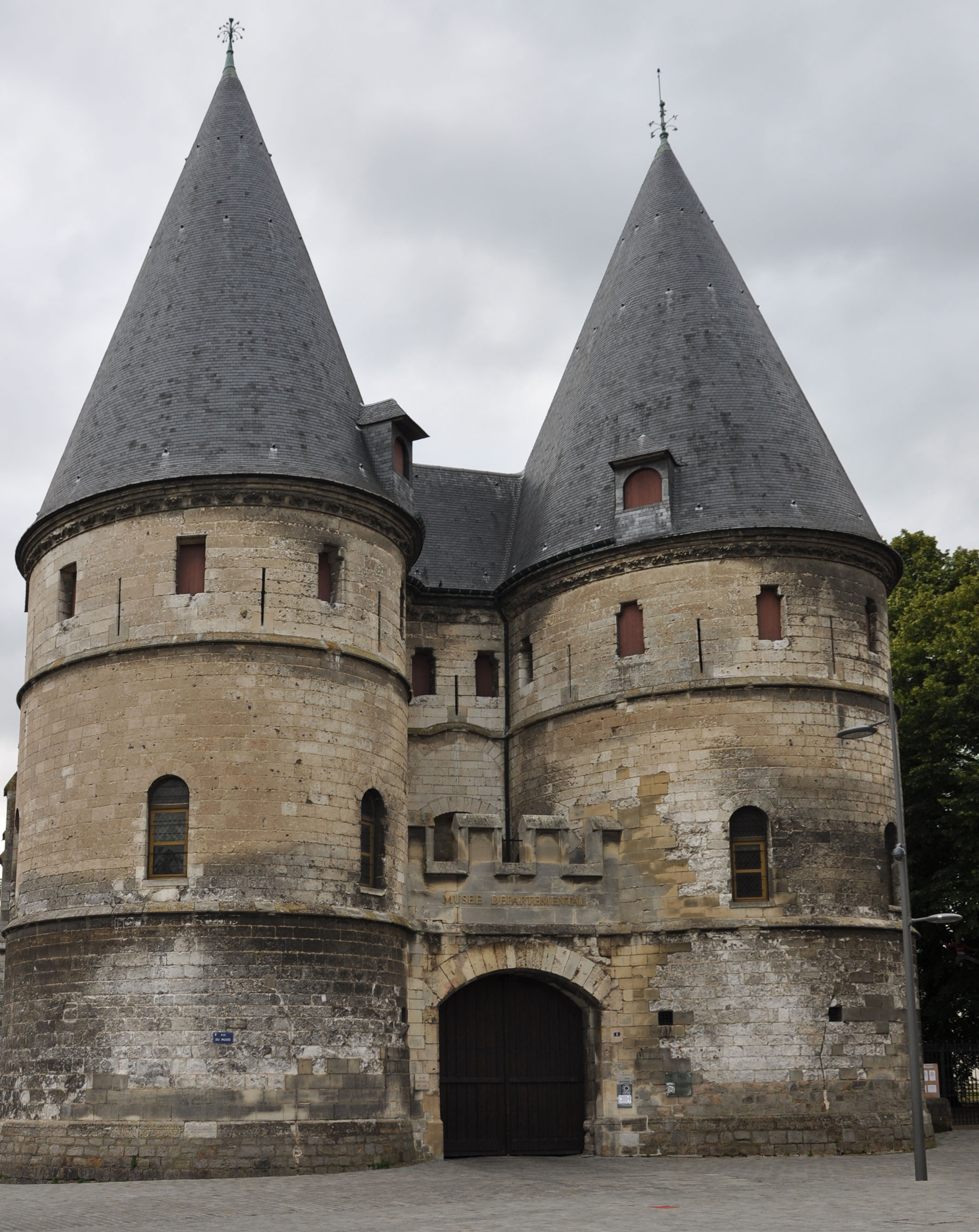
MUDO - Musée de l'Oise, Beauvais

Si les obligations familiales de Maurice Boudot-Lamotte, installé au 108, rue Olivier-de-Serres dans le 15e arrondissement de Paris, le contraignent un temps à délaisser la peinture pour un emploi à la préfecture de la Seine, Gérald Schurr comme Marie-José Salmon ne manquent pas pour autant de restituer également en Maurice Boudot-Lamotte le « chineur averti que les habitués de l'Hôtel Drouot se rappellent avoir côtoyé dans toutes les ventes de tableaux anciens et modernes : cet humaniste aux moyens fort limités échafauda jour après jour une collection axée beaucoup plus sur la qualité des œuvres que sur les "grandes signatures" ». On relève ainsi, parmi les belles acquisitions de ce « cabinet d'amateur », la toile Les rochers de Fontainebleau signée de Théodore Caruelle d'Aligny et que Boudot-Lamotte offrit au Musée du Louvre en 1951, ou encore, dans le legs de sa fille Marie-Josèphe au MUDO - Musée de l'Oise de Beauvais, la toile Lisière de bois - Forêt en automne achetée en 1944 avec attribution à Théodore Rousseau pour être rendue un demi-siècle plus tard à Constant Troyon et la suite de vingt dessins d'Édouard Bertin ayant pour sujet les paysages exécutés par ce dernier lors de ses voyages en Suisse, en Italie, puis, entre 1844 et 1848, en Grèce, en Turquie et en Égypte.
Albert Bertalan a dessiné un portrait de Maurice Boudot-Lamotte, conservé également au MUDO - Musée de l'Oise.

## Œuvres

### Écrits publiés
- Maurice Boudot-Lamotte, « Le peintre et collectionneur Claude-Émile Schuffenecker (1851-1934) », revue L'Amour de l'art, n°XVII/8, octobre 1936.
- Maurice Boudot-Lamotte, « Souvenirs sur Henri Matisse », Revue palladienne n°13, décembre 1950.
- Maurice Boudot-Lamotte, « Théodore Rousseau. Essai de biographie critique », Revue palladienne, 1948-1952[15].

### Écrits non publiés
- Maurice Boudot-Lamotte, Souvenirs, 1897-1902, 1950, Archives Marie-Thérèse Laurenge, Paris.

### Peintures et dessins dans les collections publiques

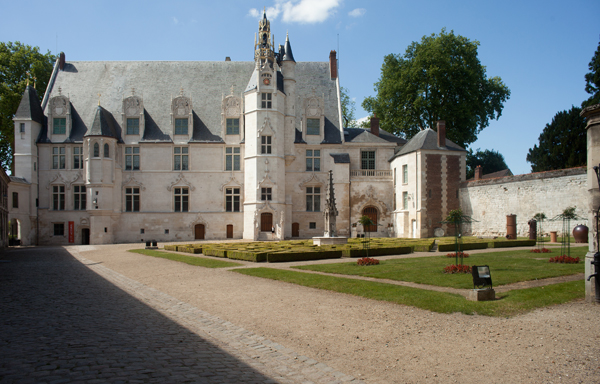
MUDO - Musée de l'Oise

Beauvais, MUDO - Musée de l'Oise,
- Chaumières à Beautor, huile sur toile 38 × 46 cm, vers 1900.
- Le Chant du coq à Beautor, huile sur toile 61 × 46 cm, vers 1900.
- Les Bords de l'Oise à La Fère, huile sur toile 46 × 61 cm, vers 1900.
- Portrait de Tante Francine, dessin 37 × 33 cm, vers 1901.
- Pivoines dans un vase de Gallé, huile sur toile 73 × 60 cm, vers 1901.
- Le Modèle au tub, huile sur toile 116x89cm, vers 1901.
- Nature morte à la chocolatière, huile sur carton 46x38cm, vers 1901-1902.
- Nature morte à la cafetière, huile sur toile 35x50cm, vers 1901-1902.
- Autoportrait au chevalet, huile sur toile 81x65cm, vers 1901-1902.
- Nature morte à la théière, huile sur toile 38x61cm, 1902.
- La Toilette, huile sur carton 24x16cm, 1902.
- Autoportrait, huile sur toile 46x38cm, vers 1903.
- Autoportrait à la pipe, huile sur carton 46x38cm, vers 1903.
- Poules et coq au soleil, huile sur carton 22x16cm, vers 1903.
- Étude de coq blanc et de poules, huile sur panneau 24x16cm, vers 1903.
- La Basse-cour, huile sur panneau 24x16cm.
- Étude de coq, huile sur panneau 24x16cm.
- Paysage gris et rose, huile sur panneau 16x24cm.
- La Lecture au jardin, huile sur carton 33x24cm, vers 1903.
- Le Pont de Limay, huile sur carton 24x33cm, vers 1903-1904.
- La Lecture au jardin, huile sur carton, 1904[18].
- La Layette, huile sur carton 24x33cm, 1904.
- Nature morte à la flûte de Champagne, huile sur toile 50x65cm, 1904.
- Madame Boudot-Lamoptte à la cape rouge, huile sur panneau 23x16cm, vers 1905.
- Madame Boudot-Lamotte à la robe brune, huile sur panneau 24x16cm, vers 1905.
- Bords de l'Oise à La Fère, huile sur carton 46x33cm, vers 1905-1907.
- Les Abords de La Ruche, huile sur carton 48x35cm, vers 1908.
- Cécile jouant ou la petite tripoteuse, huile sur toile 73x60cm, 1909.
- Le Quartier (ciel bleu), huile sur toile 55x46cm, vers 1910.
- Vieilles maisons à La Fère, huile sur toile 60x73cm, vers 1910.
- Nature morte à l'écorché, huile sur toile 54x81cm, vers 1910.
- Chaumières de Beautor, près de La Fère, huile sur carton 22x35cm, vers 1910-1912.
- Portrait de Louis Castex assis, huile sur toile 100x73cm, 1911.
- Portrait de la sœur Saint-Laurent, religieuse de La Croix de Chauny, huile sur toile 73x60cm, 1912.
- L'église Saint-Lambert de Vaugirard, huile sur carton 41x33cm, vers 1913.
- La neige, huile sur toile 46x61cm, vers 1913.
- Corbeille de fleurs, huile sur toile 81x60cm, avant 1914.
- Le jardin en fleur, huile sur carton 33x24cm, avant 1914.
- Entrée du château de Coucy, huile sur carton 22x33cm, avant 1914.
- Les dahlias blancs, huile sur panneau 50x34cm, avant 1914.
- Reine-marguerites dans un vase, huile sur toile 50x34cm, avant 1914.
- Clocher de l'église Saint-Lambert de Vaugirard, huimle sur toile 55x46cm, 1918.
- Portrait de Marie-Josèphe en buste, à l'âge de dix ans, huile sur toile 33x24cm, vers 1918.
- Le Chesnay, huile sur carton 21x29cm, vers 1922-1923.
- Le Chesnay, huile sur carton 19x24cm.
- Vigny, huile sur carton 41x33cm, vers 1925-1926.
- La lune à Vigny, huile sur toile 22x31cm, 1926.
- Lever de soleil sur l'Oise, huile sur carton 24x33cm, vers 1928.
- Les bords de l'Oise à Creil, huile sur toile 41x33cm, vers 1928.
- Les bords de la Seine, huile sur carton 27x35cm, vers 1935.
- Le bassin au jardin du Luxembourg, huile sur panneau 35x27cm, vers 1935.
- Le jardin du Luxembourg, la grande allée, huile sur carton 35x27cm, 1935.
- Statue dans le jardin du Luxembourg, huile sur toile 61x46cm, vers 1935.
- Les arbres et la mer, huile sur carton, vers 1946.
- Barbâtre, la ferme basse, huile sur carton 18x28cm, vers 1946.
- Barbâtre, l'église, huile sur carton 32x33cm, 1946.
- Barbâtre, le clocher derrière les arbres, huile sur carton 27x33cm, 1946.
- Barbâtre, l'herbe haute, peinture 24x35cm.
- Autoportrait à l'atelier, huile sur toile 54x65cm, vers 1950.
- Le Banc, huile sur carton 27x19cm.
- Nature morte aux poires et aux raisins, huile sur toile 23x29cm.
- Religieuse, dessin à la craie et au fusain, 61x46cm.
- Allégories couchées d'un fleuve et d'une rivière, dessin 27x38cm.
- Leçon de lecture, dessin à la craie et au fusain, 46x61cm.
- Femme nue couchée dans un lit, dessin à la craie et au fusain, 46x61cm.
- Lionne et ses lionceaux, dessin 27x37cm.
- Portrait de Marthe, dessin au fusain 48x30cm.
- Vue de village, dessin 65x25cm.
- Académies, nombreux dessins.
- Soldats et cavaliers du Premier Empire, dix-sept croquis.
- Adoration des mages, dessin.
- Ange, dessin.
- Autoportraits, six dessins.
- Bœufs, canards, chats, poules, vaches, trente cinq croquis.
- Croquis d'après antiques conservés au musée du Louvre.

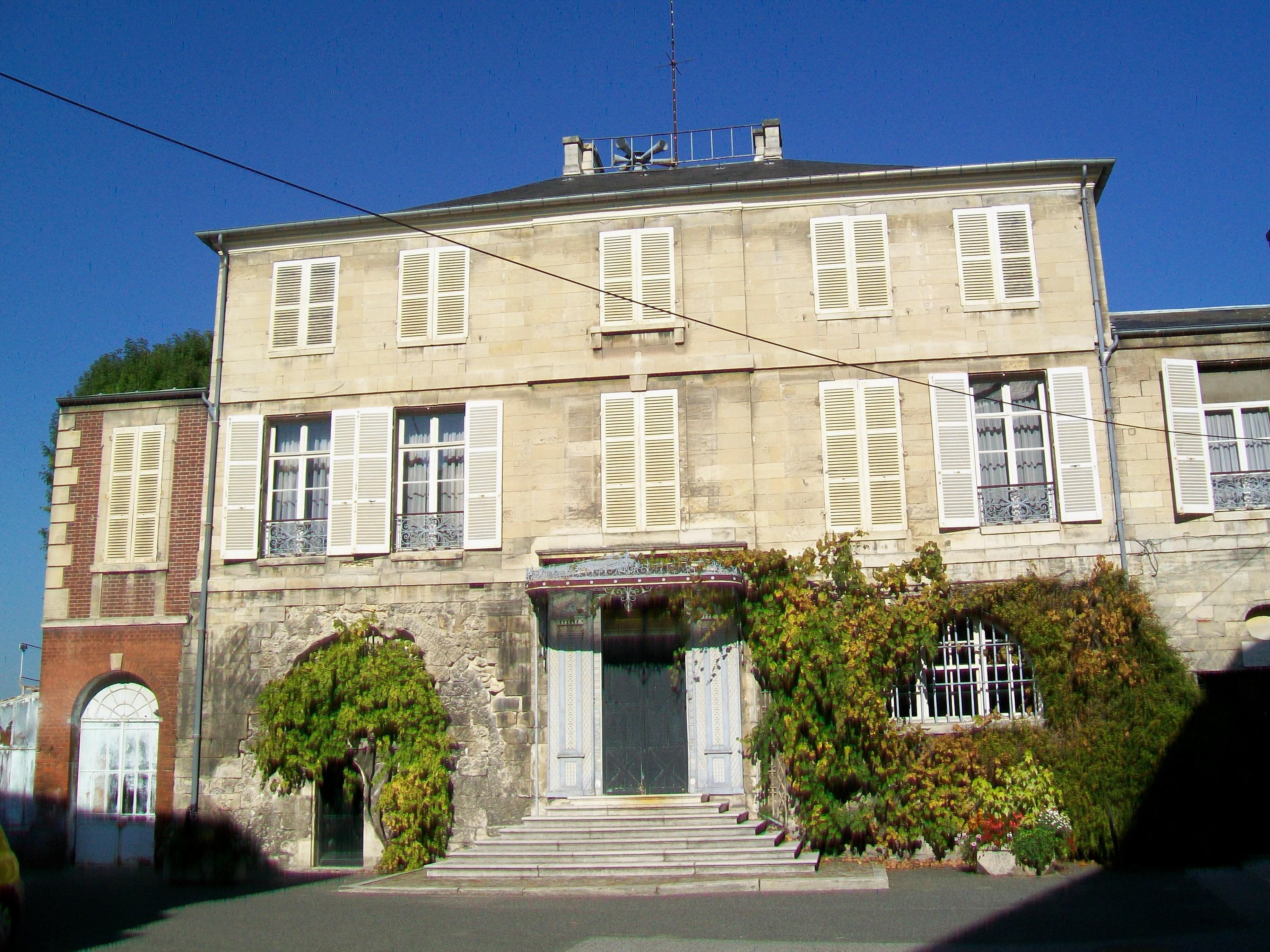
Musée Gallé-Juillet

Creil, musée Gallé-Juillet, deux peintures
- Portrait d'Ernest Gallé (1836-1900), peintre et collectionneur[20].
- Paysage.

Puteaux, Centre national des arts plastiques, dont dépôts
- Chrysanthèmes, huile sur toile 61x46cm, ambassade de France à Bucarest[21].
- La prairie, huile sur toile 110x140cm, ambassade de France à Lima[22].
- Le violon, huile sur toile 73x100cm, Institut national des jeunes aveugles, Paris[23].
- L'église de Courcy, huile sur toile 50x65cm, 1918, préfecture de l'Aisne, Laon[24].

## Expositions

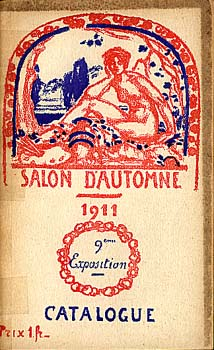
Salon d'automne, catalogue, 1911

### Expositions collectives
- Salon des artistes français, Paris, à partir de 1901[10].
- Salon des indépendants, Paris, à partir de 1902[9].
- Salon d'automne, Paris, de 1909 à 1934[9].
- Salon régional chez M. Desprey-Pollet, Saint-Quentin, 1912[25].
- Salon de la Société nationale des beaux-arts, Paris, 1913, 1914[9].
- L'Idéal Art nouveau, Palais Lumière, Évian-les-Bains, novembre 2013 - janvier 2014[26].
- Paysages en vue, MUDO - Musée de Beauvais, novembre 2019[27].

### Expositions personnelles
- Hommage à Maurice Boudot-Lamotte, Beauvais, MUDO - Musée de l'Oise, du 23 novembre 1979 au 29 février 1980, exposition préparée par la fille de l'artiste.

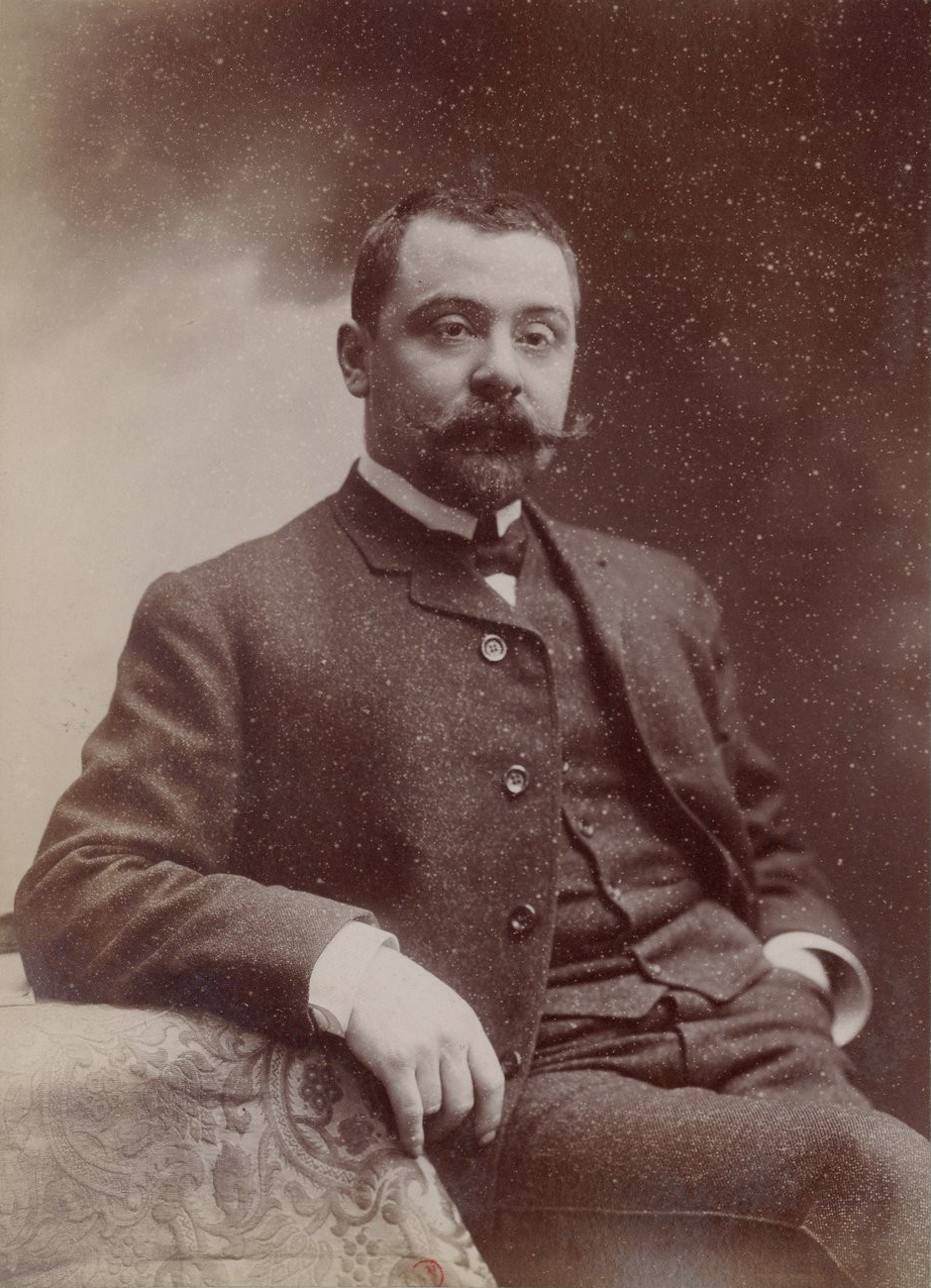
Élie Faure

## Réception critique
- « Des natures mortes d'une exécution vigoureuse… Un bel artiste qu'il faut suivre. » - Élie Faure[10]
- « La sensibilité de l'atmosphère, la délicatesse et la discrétion des accords, une poésie qui ne se réfère à aucun modèle : tout cela est d'un vrai peintre. » - Jacques Thuillier[28]
- « Il oscille entre le réalisme le plus franc et les arabesques du symbolisme : un éclectisme visible dès 1901 dans les premières toiles qu'il envoie au Salon… Peintre de la mesure, attaché aux valeurs selon Corot et à la perfection plastique, au "beau métier", Boudot-Lamotte poursuit son art confidentiel dans le tourbillon des révolutions et des contre-révolutions picturales du début du siècle. » - Gérald Schurr[10]
- « L'œuvre de Boudot-Lamotte est tantôt réaliste, tantôt symboliste, et peut même jusqu'à une certaine abstraction , à travers des toiles comme son paysage intitulé La neige. » - Dictionnaire Bénézit[9]